# Pračchátchipok
Pračchátchipok (thajsky ประชาธิปก, RTGS Prachathipok; 8. listopadu 1893 Bangkok – 30. května 1941 Surrey) byl sedmý siamský král z dynastie Čakrí vládnoucí pod jménem Ráma VII. Na trůn nastoupil po smrti svého staršího bratra Wačchiráwuta v roce 1925 a vládl do roku 1935, kdy v důsledku zhoršené vnitropolitické situace abdikoval. Jedná se o jediného panovníka z dynastie Čakrí, který abdikoval.

## Životopis

### Mládí a vzdělání
Somdet Čáwfá Pračchá Tchipok Sakdidét se narodil 8. listopadu 1893 v Bangkoku v Siamu (dnešní Thajsko) jako nejmladší z devíti dětí krále Čulálongkóna a královny Sawwapchy Pchóngsí. Mimo osmi vlastních sourozenců měl také 67 nevlastních. Navštěvoval Eton College a Královskou vojenskou akademii ve Woolwich.
V roce 1917 byl vysvěcen na mnicha, jak bylo zvykem u siamských buddhistů. V srpnu následujícího roku se oženil se svou sestřenicí, princeznou Rampchaj Pchanní. V letech 1921–1924 studoval vojenskou školu École supérieure de guerre v Paříži.

## Vyznamenání
- Řád Mahá Čakrí
- Řád devíti drahokamů
- Řád Chula Chom Klao – speciální třída
- Řád Rámy – I. třída
- Řád bílého slona – speciální třída
- Řád thajské koruny – speciální třída
- Řád chryzantémy
- Řád zvěstování
- Rytířský velkokříž řádu svatých Mořice a Lazara
- Velkokříž Řádu italské koruny
- Řád slona
- Velkokříž řádu Karla III.
- Velkostuha řádu Leopolda
- Rytířský velkokříž řádu nizozemského lva
- Řád lážně
- Řád Bílého lva – III. třída
- Velkokříž řádu svatého Olafa
- Velkokříž řádu čestné legie
- Řád Serafínů
- Velkokříž Maďarský záslužný kříž
- Velkokříž řádu svatého Karla
- Řád Muhammada Alího
- Velkokříž řádu hvězdy Karadjordjevićů